# Maristella Okpala
Maristella Chidiogo Okpala (sinh ngày 9 tháng 5 năm 1993) là một nữ tiếp viên, người mẫu và hoa hậu Nigeria, cô đã đăng quang cuộc thi Hoa hậu Hoàn vũ Nigeria 2021 và sê đại diện cho Nigeria tại cuộc thi Hoa hậu Hoàn vũ 2021. Trước đó, cô đã từng đăng quang Hoa hậu Trái đất Nigeria 2018.

## Tiểu sử
Okpala sinh ngày 9 tháng 5 năm 1993 và lớn lên ở bang Enugu nhưng sau đó cô chuyển đến bang Anambra. Là con cả trong gia đình có bốn anh chị em. Okpala theo học trường Tiểu học và Vườn ươm Hòa bình để học tiểu học và Cao đẳng Chính phủ Liên bang để học trung học, cả hai đều ở Bang Enugu. Sau đó, cô theo học tại Trường Công nghệ và Trị liệu Nha khoa Liên bang, cũng ở Bang Enugu.

## Các cuộc thi sắc đẹp

### Hoa hậu Hoàn vũ Nigeria 2017
Okpala tham gia cuộc thi Hoa hậu Hoàn vũ Nigeria 2017, cô đoạt giải Hoa hậu ảnh và lọt vào Top 15.

### Hoa hậu Trái Đất Nigeria 2018
Okpala tham gia cuộc thi Hoa hậu Trái Đất 2018 và đã đăng quang ngôi vị Hoa hậu Trái đất Nigeria 2018 và trở thành cổ đông thành công của Công ty Thánh Thể Akani.

### Hoa hậu Trái Đất 2018
Okpala đại diện cho Nigeria tại Hoa hậu Trái Đất 2018 ở thành phố Pasay, 
Metro Manila, Philippines nhưng không lọt vào Top 18.

### Hoa hậu Hoàn vũ Nigeria 2021
Okpala đại diện cho Bang Anambra trong cuộc thi Hoa hậu Hoàn vũ Nigeria 2021 và cô giành chiến thắng với ngôi vị Hoa hậu Hoàn vũ Nigeria 2021.

### Hoa hậu Hoàn vũ 2021
Với tư cách là Hoa hậu Hoàn vũ Nigeria 2021, cô là đại diện cho Nigeria tại Hoa hậu Hoàn vũ 2021 tại Eilat, Israel.
Trong đêm chung kết, cô không có mặt trong Top 16 người đẹp nhất nhưng cô đã giành được giải thưởng phụ "Trang phục dân tộc đẹp nhất" (Best National Costume).